# Jiftach Spektor

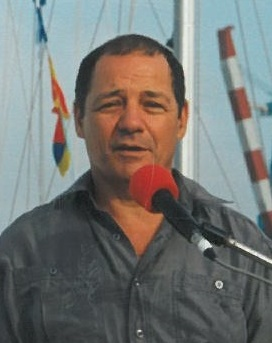
Jiftach Spektor, 1993

Jiftach Spektor (hebräisch יפתח ספקטור; * 20. Oktober 1940 in Petach Tikwa) ist ein ehemaliger israelischer Brigadegeneral, ein früherer Kampfpilot und Kommandeur am Militärflugplatz Tel Nof und Ramat David.

## Leben
Jiftach Spektors Vater Zwi Toledano Spektor fiel bereits im ersten Lebensjahr des Sohns beim ersten großen Einsatz von Hagana-Truppen auf britischer Seite im Zweiten Weltkrieg. Toledano Spektor führte damals als Kommandeur eine Gruppe von 23 Freiwilligen an, die auf dem Seeweg von Haifa aus von der deutschen Luftwaffe genutzte Treibstofftanks in der nordlibanesischen Stadt Tripoli zerstören wollten. Als Einzelkind trennte er sich früh von seiner strengen Mutter und wuchs in verschiedenen Pflegefamilien auf.
Als er selbst in den Militärdienst eintrat, erwarb sich Spektor bald einen besonderen Ruf als herausragender Kampfpilot. Im Sechstagekrieg und im Jom-Kippur-Krieg gelangen ihm zwölf Abschüsse feindlicher Maschinen. Er gehörte zu den acht Piloten der Staffel, die 1981 in der „Operation Opera“ den irakischen Atomreaktor Tammuz-1 (Osirak) östlich von Bagdad angriffen. 1984 beendete er seinen aktiven Militärdienst im Rang eines Brigadegenerals.
Von 1985 bis 1990 war er in der Entwicklung von Militärtechnologie aktiv und war mit der Vermarktung des Hubschrauber-Flugsteuerungssystems „HALO“ erfolgreich, das vom Rüstungskonzern Elbit Systems produziert wurde. Von 1990 bis 1994 war er als Bauunternehmer tätig. Später studierte er an der Universität Tel Aviv und arbeitete an einer Dissertation zum Thema Windenergie.
2007, im Vorgriff auf seine kurz darauf erschienene Autobiografie, machte er öffentlich, dass er der Pilot gewesen war, der 1967 im Sechs-Tage-Krieg versehentlich ein Aufklärungsschiff der US-Marine Liberty angegriffen hatte, das der ihn begleitende Pilot und er für ein ägyptisches Schiff im Kriegseinsatz gehalten hatten. Bei dem Angriff waren 34 Besatzungsmitglieder ums Leben gekommen und 171 weitere verletzt worden.
Spektor ist verheiratet, hat vier Kinder und elf Enkel.

## „Brief der Piloten“ 2003
Im September 2003 war Spektor Anführer und ranghöchstes Mitglied einer Gruppe von 27 Luftwaffenoffizieren, die den von der Öffentlichkeit kontrovers diskutierten Brief der Piloten an  ihren Kommandeur Dan Chalutz unterzeichneten. Darin weigerten sich die Unterzeichner, weiterhin illegale Tötungen von Palästinensern durchzuführen, weil diese „illegal und unmoralisch seien“. Dem Brief war unter anderem im Juli 2002 die zielgerichtete Tötung des Hamas-Mitgründers Salah Schehade in Gaza durch die israelische Luftwaffe vorausgegangen, bei dem 14 unbeteiligte Menschen starben, in der Mehrzahl Kinder. In den dem Protest vorangegangenen drei Jahren hatte Israel insgesamt rund 140 der Organisation von Terror-Anschlägen verdächtige Palästinenser umgebracht, ohne dass damit eine Eindämmung der Gewalt gelungen wäre.
Als Reaktion auf ihren offenen Brief wurden die rebellierenden Offiziere von der Regierung, der Militärführung und Teilen der israelischen Medien heftig attackiert. Verteidigungsminister Schaul Mofaz beschuldigte die Unterzeichner in einer Knesset-Rede der Unterstützung von Terroristen. Der parlamentarische Verteidigungsausschuss rief die Streitkräfte dazu auf, die Offiziere zu entlassen, und zu prüfen, sie wegen „Aufrufs zu Gehorsamsverweigerung in Kriegszeiten“ anzuklagen. Uri Avnery, langjähriger Aktivist der israelischen Friedensbewegung, lobte die Gruppe dagegen als „die 27 Großartigen.“
Spektor, der als Brigadegeneral der Reserve als Ausbilder eingesetzt war, wurde im Oktober 2003 von Chalutz entlassen, nachdem er eine Distanzierung von dem Protestbrief abgelehnt hatte. Chalutz hatte die Unterzeichner zuvor bezichtigt, sie hätten „den Gefechtssoldaten und der israelischen Demokratie ein Messer in den Rücken gerammt“. Bei der Verteidigung des Protestbriefs in den Medien hob Spektor damals hervor, dass ihm zwei Punkte wichtig seien: Erstens, dass der Beschuss unschuldiger Zivilisten an sich gesetzwidrig und unmoralisch sei, aber dass zweitens die politische Situation, in der Israel als die stärkere Konfliktpartei eine andere Nation unterdrücke, zu solchen ungesetzlichen und unmoralischen Situationen führe. Auch die übrigen, bis zu ihrer Unterschrift teilweise noch im aktiven Dienst stehenden Piloten der Gruppe, wurden aus den Streitkräften entlassen. Der offene Protest von „Spektors Gruppe“ wurde 2004 von Ariel Scharons Berater Dov Weisglass als einer von mehreren Gründen aufgeführt, der die israelische Regierung zum Entschluss zu einem einseitigen Abzug aus dem Gazastreifen geführt habe – mit dem Ziel, damit den Friedensprozess einzufrieren und auf lange Sicht einen palästinensischen Staat zu verhindern.

## Spielfilmdarsteller
Im 1966 veröffentlichten Spielfilm Sinaia (englischer Titel: Clouds over Israel) des Regisseurs Ilan Eldad (Ivan Lengyel) spielte er die Hauptrolle als israelischer Kampfpilot, der im Sinaikrieg 1956 hinter feindlichen Linien abstürzt und sich um Überlebende eines von ihm zuvor geflogenen Luftangriffs auf eine ägyptische Beduinensiedlung kümmert.

## Auszeichnungen
- Yitzhak-Sadeh-Preis für Militärliteratur 1992 für Chalom bi-Techelet-Schachor

## Publikationen
- Chalom bi-Techelet-Schachor (Ein Traum in Schwarz und Himmelblau, englischer Titel: Phantoms over Israel) – Roman, der den Luftkampf im Jom-Kippur-Krieg thematisiert, 1985 (hebräisch).
- Loud and Clear: The Memoir of an Israeli Fighter Pilot – Autobiografie, Zenith Press, Minneapolis 2009, ISBN 978-0-7603-3630-4 (englisch).